# Leucastea nigroapicalis
Leucastea nigroapicalis is een keversoort uit de familie halstandhaantjes (Megalopodidae). De wetenschappelijke naam van de soort werd in 1946 gepubliceerd door Maurice Pic.